# Důl Svornost

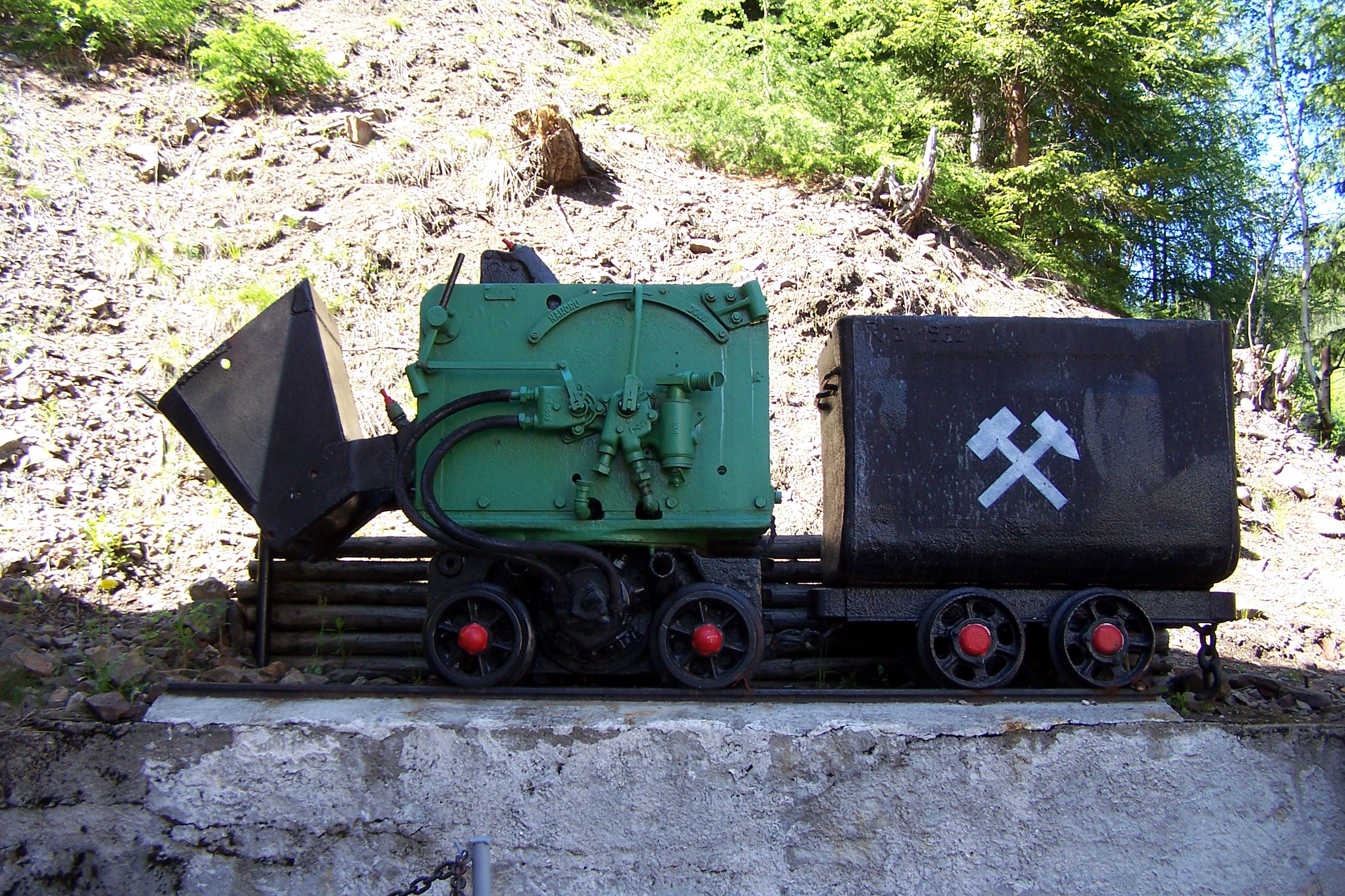
Důl Svornost, Jáchymov

Důl Svornost (německy Einigkeitschacht) je hlubinný důl v Jáchymově. Jedná se o nejstarší uranový důl na světě a nejstarší dosud využívaný důl v Evropě. Historicky se zde těžilo především stříbro, mezi lety 1853 až 1962 uranové rudy a od roku 1906 radonová voda. Jáchymov disponoval prvními radonovými lázněmi na světě a dodnes jsou lázně zásobovány radonovou vodou právě z dolu Svornost.

## Historie
Těžba stříbra zde započala v roce 1525 a název pochází od události, kdy došlo ke smíru mezi dvěma těžařstvy při sporu o toto místo. Konkrétně se jednalo o těžařstvo Pokolení sv. Anny a těžařstvo Sv. Anny Bohatý valoun na Uhelném vrchu. Těžařstva zde potom těžila společně s ohromnými zisky.
V roce 1801 veškeré podíly od jednotlivých těžařů skoupilo město Jáchymov a stalo se tak jediným majitelem dolu. Krátce poté ale při práci na žíle Junghauzerzecher v hloubce 417 metrů horníci „nalomili“ dutinu plnou vody a důl se rychle zaplnil vodou. Prakticky okamžitě začalo odčerpávání, které bylo dokončeno až v roce 1806. K dalšímu zatopení došlo v roce 1810, kdy voda dosáhla až k pátému patru. Odčerpávání bylo pro město finančně velmi nákladné a tak důl v roce 1850 převzal stát.
Během roku 1848 důl dosáhl hloubky 419 metrů a měl osm pater. Roku 1853 byla na Svornosti zahájena těžba uranových rud. 12. března 1864 horníci nechtěně nalezli další, velmi vydatný pramen v hloubce 532 metrů. Důl byl rychle zatopen a voda začala být odčerpávána až na začátku roku 1866. Odčerpávání dolu trvalo tři roky a nakonec byl pramen uzavřen.
V roce 1896 zde v hloubce 514 metrů vytryskl silný pramen vody, která brzy zatopila důl až po štolu Daniel na šestém patře. Štola Daniel je štola dědičná, což znamená, že musí být zcela průchozí, i když samotný důl je již mimo provoz. Přebytečná voda byla z dolu odčerpána až v roce 1924.
Během druhé světové války zde pracovalo šedesát sovětských válečných zajatců. Na konci roku 1944 provedl americký Úřad pro strategické služby (OSS) letecké snímkování Svornosti. V následné zprávě agenti úřadu konstatovali, že objem těžby uranových rud je nižší než před válkou, a proto bylo upuštěno od připraveného bombardování Svornosti a dalších dolů – Rovnosti a Bratrství.
Po skončení války zde začal těžit národní podnik Uranové doly Jáchymov uranové rudy pro Sovětský svaz a 4. prosince 1949 byl u dolu založen TNP Svornost. Ten je s dolem spojen Schodištěm hrůzy o 160 stupních.
1. června 1961 začala ražba štoly Nová Svornost, která měla nahradit již nevyhovující štolu Daniel. Tou byla v potrubí pro potřeby lázní dopravována radonová voda. Štola byla lázním předána 28. dubna 1963. Mezitím byl Léčebným lázním 1. dubna 1964 předán celý důl. Léčebné lázně Jáchymov se tak staly jeho výhradním majitelem. V roce 1966 v rámci oslav několika výročí (450 let města, 250 let hornické školy a 60 let lázní) navštívili důl prof. Otto Hahn, prof. Ak. František Běhounek a Ing. František Šlik. Při příležitosti této návštěvy byl vrt HG-1 přejmenován na Pramen Běhounek.
Léčebné lázně v letech 1992–1996 provedly generální rekonstrukci těžní jámy a rovněž byla vyměněna i zkorodovaná těžní věž. V roce 2002 bylo dosaženo hloubky 600 metrů a byly zde objeveny další prameny radioaktivní vody (pramen Agricola). Kromě pramenů Agricola a Běhounek jsou zde ještě využívány prameny Curie a C1. K dolu Svornost se váže několik světových primátů. Jde o první a dlouho jediný důl na světě, kde se těžilo radium a jedná se o nejhlubší důl na světě, který neslouží těžbě surovin, ale vody (ta se v jáchymovském podloží samovolně sytí radonem, což je vzácný plyn vznikající při rozpadu radia). Voda tak má díky svým chemickým vlastnostem terapeutické účinky. Léčivá voda je zhruba 12 až 35 tisíc let stará.
Léčebné lázně Jáchymov nabízí příležitostně prohlídku do tzv. dvanáctého patra dolu v hloubce 500 metrů pod zemí.

## Mineralogická rozmanitost

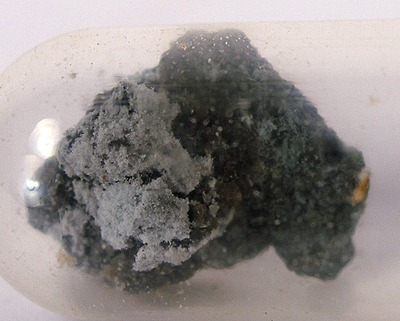
Vzorek vzácného minerálu vajdakitu z dolu Svornost

Celková délka chodeb činí přes sto kilometrů a nacházely se zde nejbohatší stříbrné žíly Jáchymovska – Gescheiber, Küh, Prokop, Klement, Ondřej, Rosa von Jericho, Fundgruber, Hildebrand, Evangelist. Prvním využívaným pramenem byl pramen Curie, poté následovaly prameny Hildebrandovy (1926), Becquerel (1928), Prokop, Evangelista, HE-1 (všechny 1952), HG-1 (3. 5. 1952).
Geologický průzkum podloží vedený z tohoto dolu v roce 1977 prokázal obrovskou geologickou rozmanitost této lokality. Na Jáchymovsku se nalézá sedmnáct kovonosných rud (stříbro, uran, cín, olovo, kobalt, bismut, wolfram a další) a více než čtyři sta různých minerálů. Důl Svornost se tak stal nejbohatším mineralogickým nalezištěm na světě. Důl je vybaven zabezpečovacím zařízením, které zamezuje pohybu amatérských hledačů minerálů.